# Екологія-Право-Людина

Логотип МБО «Екологія-Право-Людина»

Міжнародна благодійна організація «Екологія-Право-Людина» (ЕПЛ) (колишня «Екоправо-Львів») — правозахисна організація, яка з 1994 року здійснює діяльність в сфері охорони довкілля, підтримання, відновлення та покращення його стану; надає правову допомогу в захисті екологіних прав громадян та інших дотичних прав людини, працює в напрямку підвищення екологічної свідомості та формування екологічної культури громадян.
Місія ЕПЛ — «Верховенство права для захисту довкілля».
Організація є учасницею коаліції Реанімаційний пакет реформ.

## Тематика діяльності
- Адміністративна реформа[5]
- Екологічна інформація

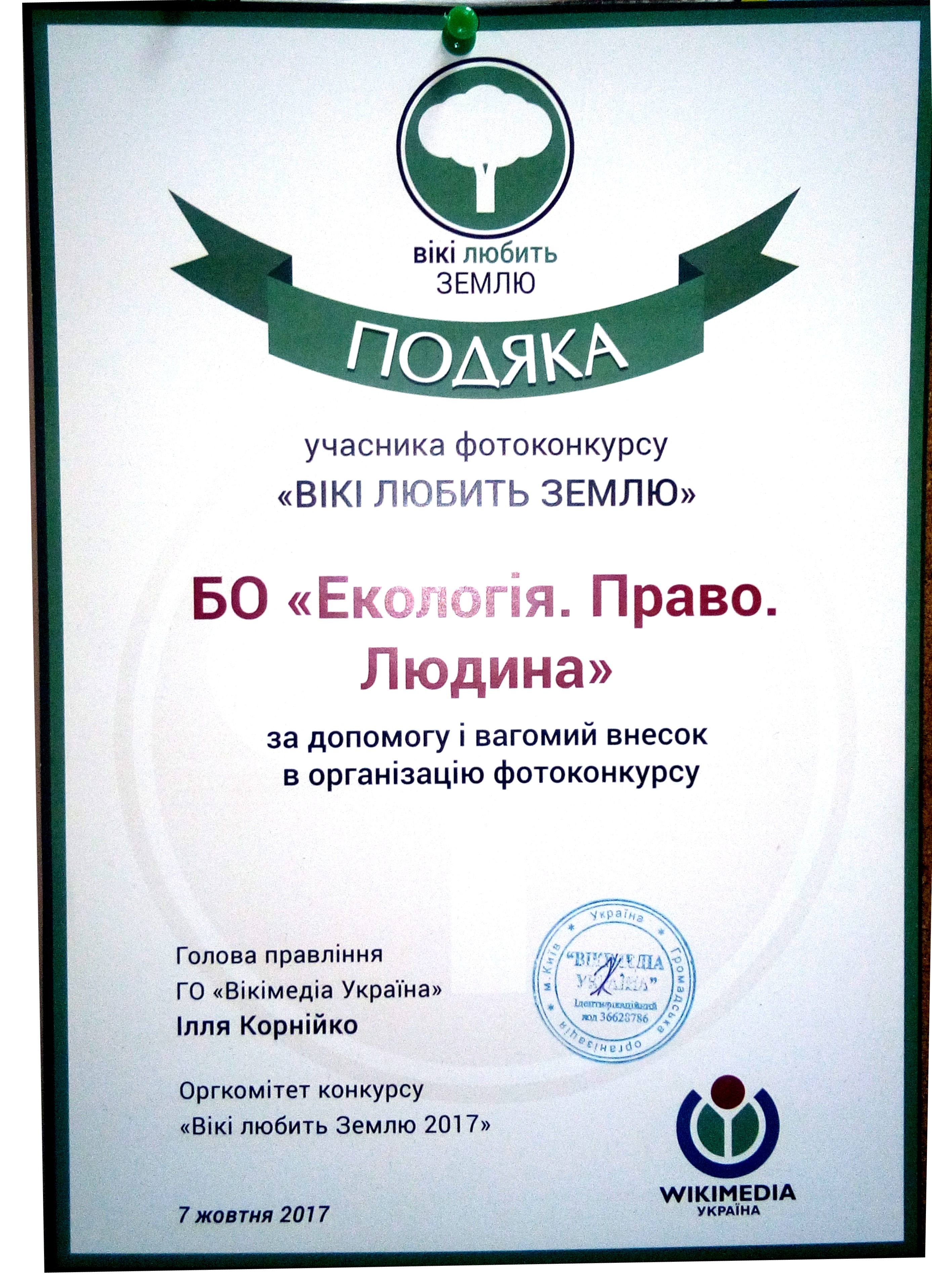
Подяка ЕПЛ за внесок в конкурс "Вікі Любить Землю"

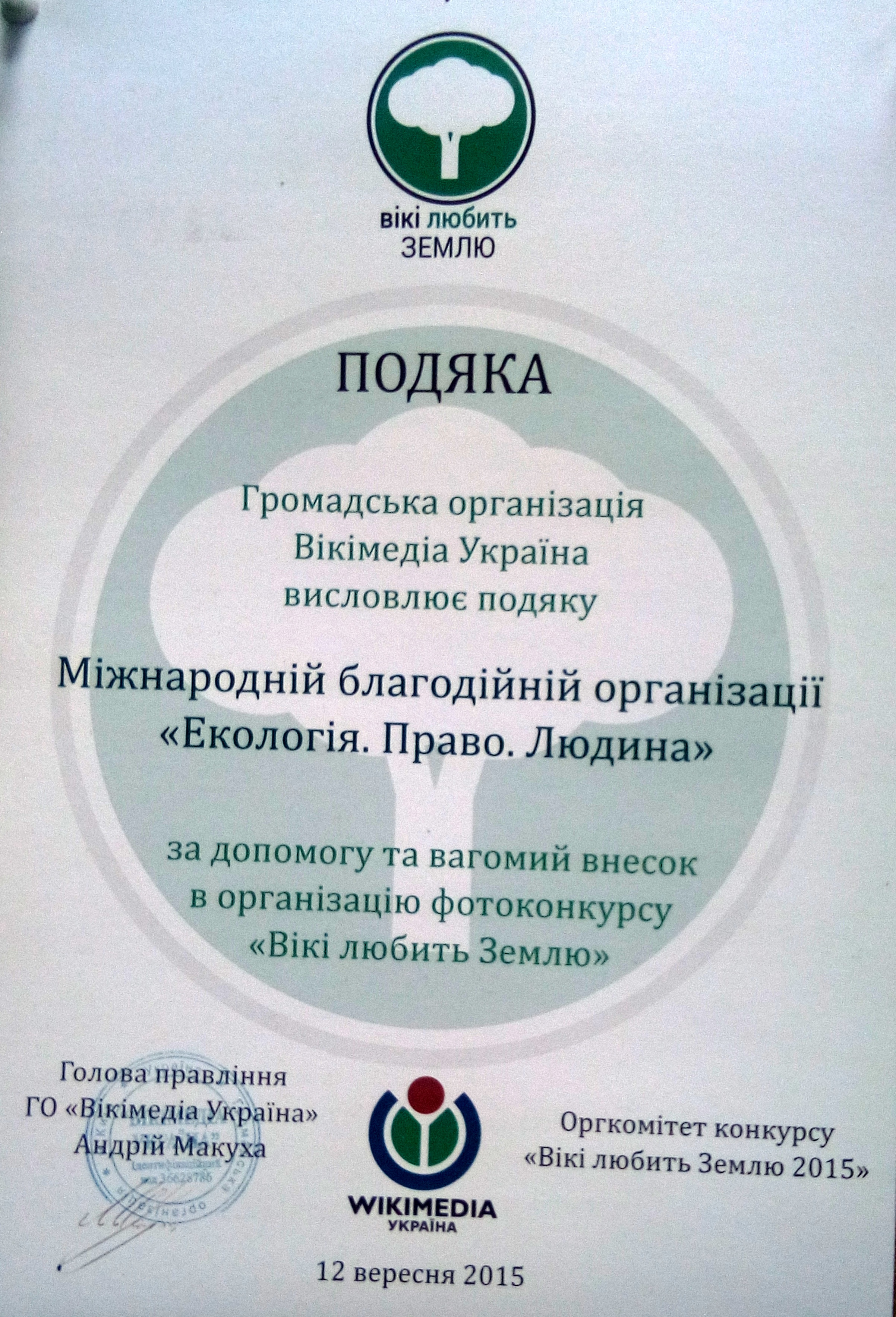
Подяка ЕПЛ за внесок в конкурс "Вікі Любить Землю"

- Адаптація законодавства до норм ЄС[6]
- Заповідна справа[7]
- Відходи
- Довкілля та війна[8]
- Збереження біорізноманіття[9]
- Зелені зони міст
- Зміна клімату[10]
- Малі ГЕС
- Повітря[11]
- Нетрадиційні вуглеводні[12]
- Ядерна енергетика
- Оргуська конвенція[13]
- Захист тварин від жорстокого поводження [Архівовано 5 листопада 2018 у Wayback Machine.]

## Історія
- 24 березня 1994 року — заснована організація «Благодійний фонд „Екоправо — Львів“
- 1994 рік — заснування еколого-правової бібліотеки БФ „Екоправо-Львів“. З 1994 до 2009 року бібліотекою скористалося 5815 чоловік. Налічує понад 3000 книг.
- 1994—2004 роки — організатор декількох щорічних конференцій Асоціації екологічного права Східної Європи та СНД, щорічної конференції Всесвітнього альянсу екологічного права.
- Червень 1995 року — БФ „Екоправо — Львів“ заснував Вісник екологічної адвокатури
- 1995 рік — БФ „Екоправо-Львів“ став штаб-квартирою Міжнародного альянсу екологічного права в Україні
- 24 березня 1999 року — БФ „Екоправо — Львів“ набув статусу міжнародної організації
- 1998—1999 роки — ЕПЛ брала участь у переговорах з Оргуської конвенції під егідою Європейської економічної комісії ООН, у процесі її підписання, ратифікації та імплементації, у загальноєвропейському проекті „Двері в демократію“
- 2001 рік — ЕПЛ стала штаб-квартирою Асоціації Гута.
- 2002 рік — заснована ЕПЛ перша в Україні юридична клініка для підготовки юристів-практиків у галузі екологічного права (Посольство США)
- 2002 рік — президент ЕПЛ обраний віце-головою Комітету з дотримання Конвенції з доступу до інформації, участі громадськості та доступу до правосуддя з питань, що стосуються довкілля (ООН)
- 2002—2013 роки — співпраця з Комітетом з дотримання Оргуської конвенції з метою впровадження конвенції в Україні
- 2003 рік — ЕПЛ організатор Симпозіуму для суддів Центральної та Східної Європи, Кавказу та Центральної Азії, засідання Керівного комітету комісії екологічного права МСОП
- 2003 рік — Міжнародний союз охорони природи (МСОП) визнав ЕПЛ Центром досконалості
- 2003—2013 роки — співпраця із Секретаріатами Конвенції Еспо, Рамсарської, Дунайської, Боннської конвенцій та Рамкової конвенції ООН про зміну клімату з метою збереження біорізноманіття
- 25 листопада 2005 року — БФ „Екоправо — Львів“ перейменований на Міжнародну благодійну організацію „Екологія — Право — Людина“ (ЕПЛ)
- 2006 рік — представник ЕПЛ Ольга Мелень за стратегічну справу організації „Дунай — Чорне море“ отримав найпрестижнішу премію в сфері охорони довкілля — екологічну премію Голдмана[14].
- Член ЕПЛ Ольга Мелень стала однією з факелоносців під час літніх олімпійських ігор у Пекіні[15].
- 14 листопада 2008 року — ЕПЛ заснувала перший в Україні офіційний еколого-правовий журнал „Екологія. Право. Людина“
- 2010 рік — ЕПЛ виграла судову справу в Європейському суді з прав людини
- 2010 рік — ЕПЛ стала членом Робочої групи „Енвінт“, Східного партнерства
- 2011 рік — ЕПЛ стала членом Всесвітньої кліматичної мережі (CAN)
- 2011 рік — ЕПЛ стала членом ANPED
- 2011 рік — ЕПЛ стала членом мережі Ініціативи доступу до інформації (TAI)
- 2012 рік — ЕПЛ очолила процес написання Щорічної доповіді „Громадська оцінка екологічної національної політики“ за 2003—2012 роки
- 2013 рік — ЕПЛ приєдналася до академічної спільноти МСОП і стала членом Академії екологічного права Міжнародного союзу охорони природи
- з 2014 року  ЕПЛ — партнер конкурсу "Вікі Любить Землю" (зазначений[16] на сайті конкурсу першим).

## Стратегічні зміни
У 2017 році, в рамках роботи Реанімаційного пакету реформ, ЕПЛ добились прийняття Верховною Радою України Закону України "Про оцінку впливу на довкілля", запровадження якого передбачено Угодою про асоціацію ЄС з Україною. Втім, закон був проголосований лише з третьої спроби.

## Видання

### Періодичні видання
- Вісник Гута: екологічна адвокатура, виходив з 1995 р. до 1997 р.
- Вісник екологічної адвокатури, квартальне видання, 47 с. Виходив з 1994 р. до 2008 р.
- Журнал „Екологія. Право. Людина“, квартальне видання, 60 с. Виходить з 2008 року.

### Друковані видання
- Як створити громадське об'єднання, Київ: ІА, „Ехо-Восток“, 1995 р., 20 с.
- Екологічні права громадян: як їх захистити за допомогою закону, ІА, „Ехо-Восток“, 1997 р., 160 с.
- Конвенція про доступ до інформації, участь громадськості в процесі прийняття рішень і доступ до правосуддя з питань, що стосуються довкілля. Львів, 1999, 20 с.
- Збірник міжнародних конвенцій в галузі навколишнього природного середовища, Львів: ЕПЛ, 1999. 302с.
- Екоправо: Історія. Проекти. Справи. Львів: ЕПЛ, 1999. 51 с.
- Збірник міжнародно-правових актів у сфері охорони довкілля. Львів: Норма, 2002. 416 с.
- Доступ до правосуддя з питань довкілля. Посібник / З. Козак, І. Тустановська. Львів: Мета, 2002. 200 с.
- Збірник нормативно-правових актів Європейського Союзу у сфері охорони навколишнього середовища, Львів: ЕПЛ, 2004. 192 с.
- Микієвич М. М., Андрусевич Н. І., Будякова Т. О. Європейське право навколишнього середовища. / Навчальний посібник. Львів, 2004. 256 с.
- Доступ до екологічної інформації. / За ред. Козак З. Я., Львів: ЕПЛ, 2006. 56 с.
- Чи дбаємо ми про довкілля, інтегруючись до ЄС. Львів: ЕПЛ, 2007. 17 с.
- Доступ до правосуддя з питань, що стосуються довкілля. Результати моніторингу окремих судів Львівської області. Збірник судових рішень. / За заг. ред. Лозана С. І. Львів: ЕПЛ, 2007. 83 с.
- Міжнародна конференція „Захист права на інформацію в Україні“ /Зб. Тези доповідей // За заг. ред. Кравченко О. В., Львів: ЕПЛ, 2007. 56 с.
- Громадський моніторинг судових справ, які стосуються екологічних прав людей, у Львівській та Тернопільській областях / Аналітичний звіт за результатами моніторингу місцевих та адміністративних судів у Львівській та Тернопільській областях. Львів: ЕПЛ, 2010. 56 с.
- Доступ до правосуддя з питань, що стосуються довкілля: узагальнення судової практики Міжнародної благодійної організації „Екологія — Право — Людина“, Львів: ЕПЛ, 2010. 143 с.
- Поширення та надання екологічної інформації: правові аспекти / Посібник для державних службовців, Львів: ЕПЛ, 2010, 56 с.
- Правова охорона атмосферного повітря: практичні аспекти. // За заг. ред. Жиравецького Т. М., Кравченко О. В. Львів: ЕПЛ, 2011.
- Покращення доступу до екологічної інформації шляхом стимулювання відкритості відповідних державних органів. (Аналітичний звіт). Петрів А. Л., Шпег Н. І. // За заг. ред. Кравченко О. В., Хомечко Г. І. Львів: ЕПЛ, 2011, 49 с.
- План дій Європейської стратегії розвитку Дунайського регіону: аналіз та перспектива впровадження в Україні. / За заг. ред. Кравченко О. В. Авторський колектив: Артеменко С. В., Бройде З. С., Дьяков О. А. Кравченко О. В., Мелень — Забрамна О. М., Рубель О. Є., Самура А. Ю., Студенников І. В., Хомечко Г. І. Львів: ЕПЛ, 2012,120 с.
- Глосарій термінів Європейської стратегії розвитку Дунайського регіону. / За заг. редакцією Кравченко О. В. Упорядники: Дьяков О. А, Кравченко О. В., Студенников І. В., Хомечко Г. І. Львів: ЕПЛ, 2012, 30 с.
- Доступ до публічної інформації в контексті інформації про стан довкілля: посібник для суб'єктів господарювання. / Скрильніков Д. В. — науковий редактор, Кравченко О. В. — літературний редактор, автор — Алексєєва Є. А., Львів: ЕПЛ, 2012, 36 с.
- Доступ до публічної інформації в контексті інформації про стан довкілля: посібник для суб'єктів владних повноважень. / Скрильніков Д. В. — науковий редактор, Кравченко О. В. — літературний редактор, автор — Алексєєва Є. А., Львів: ЕПЛ, 2012, 38 с.
- Доступ до публічної інформації в контексті інформації про стан довкілля: посібник для громадськості. / Скрильніков Д. В. — науковий редактор, Кравченко О. В. — літературний редактор, автори — Алексєєва Є. А., Жиравецький Т. М., Львів: ЕПЛ, 2012, 44 с.
- Розвідка та видобуток сланцевого газу: соціальні, правові та екологічні виклики (короткий огляд питання). Жиравецький Т. М., Кравченко О. В., Проць Б. Г., к.б.н., Харкевич В. В., к.г.н., Хомечко Г. І. За заг. редакцією Кравченко О. В. — Львів, 2013. — 56 с.
- Поліетиленові пакети — зручність повсякдення чи небезпека для майбутнього? Інформаційні листівки.
- Звіт про стратегічну екологічну оцінку проекту обласної програми поводження з тпв на 2012—2020 рр. / Автори: Войціховська А. С., Мелень-Забрамна О. М., Нагорна О. О. За заг. ред. Кравченко О. В. — Львів, 2013, 40 с.
- Мелень-Забрамна О. М. Методичні рекомендації щодо моніторингу та оцінювання регіональних програм поводження із твердими побутовими відходами / За заг. ред. Кравченко О. В., — Львів: ЕПЛ, 2013, 12 с.
- Оцінка впливу на довкілля та участь громадськості: аналітичний порівняльний огляд європейського й українського законодавства та рекомендації щодо впровадження європейських стандартів в Україні/Є. Єндрошка, Є. Алексєєва, Д. Скрильніков. — Львів, 2013. — 96 стор.
- Принципи Acquis Communautaire як передумова покращення водного законодавства України/А. Демиденко, С. Шутяк, Н. Закорчевна, О. Дьяков. За заг. Редакцією О. Кравченко — Львів, 2014 р. — 82 стор.
- Стратегічні судові справи на захисті екологічних прав та довкілля/ проф. Бонайн Дж., Алексєєва Є., Кравченко О., (розділ I), Кравченко О., Мелень-Забрамна О. (розділ II), Мелень-Забрамна О., (розділ III), Шутяк С. (розділ IV), Алексєєва Є. (розділ V). За заг. Ред. Кравченко О. В. — Львів, 2014 р. — 136 с.
- Виявлення територій, придатних для оголошення об'єктами природно-заповідного фонду/ Олексій Василюк, Анастасія Драпалюк, Григорій Парчук, Дарія Ширяєва. За заг. редакцією Олени Кравченко — Львів-Київ, 2015, 80 с[20].
- Права людини і довкілля у новій Україні: на честь професора С. М. Кравченко. Збірник статей і тез міжнародного міждисциплінарного симпозіуму/Львів-2014. — 432 с.
- Воєнні дії на сході України — цивілізаційні виклики людству/А. Войціховська, С. Шутяк, О. Мелень-Забрамна, О. Василюк, К. Норенко, О. Кравченко. За заг. Редакцією О. Кравченко. Львів, 2015 р. — 138 с.
- Доступ до правосуддя в галузі охорони довкілля: практичний посібник /Є. Алексєєва, Г. Левіна, С. Шутяк, О. Кравченко, О. Шуміло. Львів — 2015, 144 с.
- На шляху до зміцнення участі громадськості у процесі прийняття екологічних рішень: Україна/Аналітичний документ. Львів-2015, 16 с.
- Права людини та охорона довкілля. Навчально-методичний посібник для тренерів (суддів-викладачів)/ І. Войтюк, С. Шутяк, О. Мелень-Забрамна, Є. Алексєєва, О. Шуміло, Г. Левіна, О. Кравченко, Н. Куць, М. Панькевич.. За заг. Редакцією О. Кравченко. Львів, 2016 р. — 338 с.[21]
- Парки замість бетону: нова політика у сфері управління зеленими насадженнями/К. Норенко, Н. Куць, О. Рубель. Львів, 2016 — 18 с.
- Застосування Європейської конвенції з прав людини для захисту екологічних прав та довкілля (посібник)/ Є. Алексєєва, О. Мелень-Забрамна, Д. Скрильніков. За заг. Редакцією О. Кравченко. Львів, 2016 р. — 242 с.
- Екологічний календар/ Упорядники: Олексій Василюк, Олена Кравченко, Катерина Норенко. За загальною редакцією О. Кравченко. Львів — 2016 р. — 90 с.

### Публікації
- Двері в демократію. Львів, 1998. 160 с.
- Двері в демократію. Будапешт, 1998, 4 книги англійською мовою.
- Ратифікація Оргуської конвенції / Відповід. за випуск С. Кравченко, Київ, 1999. 48 с.
- Стратегічна екологічна оцінка: Використання «участі» і «стратегії» для захисту навколишнього середовища, 1999.
- Світлана Кравченко. Що таке Оргуська конвенція? — Екологічні права громадян відповідно до Оргуської конвенції. Бельгія: PLAN 2000 INC. EEB. 10 с.
- Кравченко С. М., Андрусевич А. О., Бонайн Дж. Е. Актуальні проблеми міжнародного права навколишнього середовища. / За заг. ред. проф. С. М. Кравченко. Львів: вид. центр ЛНУ, 2002. 336 с.
- Посібник з доступу до правосуддя до Оргуської конвенції. Регіональний екологічний центр для Центральної та Східної Європи./ Під редакцією С. Стека. Шентендре, Угорщина. 2003, англійською мовою.
- Кравченко С. М., Бонайн Дж. Е. Права людина та довкілля. Пн. Кароліна: Кароліна академік прес, 2008, 637 с., англійською мовою.
- Войціховська А., Карабин В., Лозан С., Матолич Б., Скрильніков Д., Топільницький П. Поводження з пестицидами та іншими відходами / Методичні рекомендації. Львів: ТзОВ "Компанія «Манускрипт», 2008. 128 с.
- Щорічна доповідь «Громадська оцінка екологічної національної політики за 2003—2012 роки» / За редакцією Кравченко О. В., Малькової Т., Мельничука В. На правах рукопису, Київ, 2012, 349 с.
- Доступ до правосуддя з питань, що стосуються довкілля: узагальнення судової практики Міжнародної благодійної організації «Екологія – Право – Людина», Львів: ЕПЛ, 2010. 143 с.
- Поширення та надання екологічної інформації: правові аспекти / Посібник для державних службовців, Львів: ЕПЛ, 2010, 56 с.
- Правова охорона атмосферного повітря: практичні аспекти. // За заг. ред. Жиравецького Т. М., Кравченко О. В. Львів: ЕПЛ, 2011.
- Покращення доступу до екологічної інформації шляхом стимулювання відкритості відповідних державних органів. (Аналітичний звіт). Петрів А. Л., Шпег Н.І. // За заг. ред. Кравченко О. В., Хомечко Г. І. Львів: ЕПЛ, 2011, 49 с.
- План дій Європейської стратегії розвитку Дунайського регіону: аналіз та перспектива впровадження в Україні. / За заг. ред. Кравченко О.В. Авторський колектив: Артеменко С. В., Бройде З. С., Дьяков О. А. Кравченко О. В., Мелень – Забрамна О.М., Рубель О. Є., Самура А. Ю., Студенников І. В., Хомечко Г. І. Львів: ЕПЛ, 2012,120 с.
- Глосарій термінів Європейської стратегії розвитку Дунайського регіону. / За заг. редакцією Кравченко О. В. Упорядники: Дьяков О. А, Кравченко О. В., Студенников І. В., Хомечко Г. І. Львів: ЕПЛ, 2012, 30 с. =
- Доступ до публічної інформації в контексті інформації про стан довкілля: посібник для суб’єктів господарювання. / Скрильніков Д. В. – науковий редактор, Кравченко О. В. – літературний редактор, автор – Алексєєва Є. А., Львів: ЕПЛ, 2012, 36 с.
- Доступ до публічної інформації в контексті інформації про стан довкілля: посібник для суб’єктів владних повноважень. / Скрильніков Д. В. – науковий редактор, Кравченко О. В. – літературний редактор, автор – Алексєєва Є. А., Львів: ЕПЛ, 2012, 38 с.
- Доступ до публічної інформації в контексті інформації про стан довкілля: посібник для громадськості. / Скрильніков Д. В. – науковий редактор, Кравченко О. В. – літературний редактор, автори – Алексєєва Є. А., Жиравецький Т. М., Львів: ЕПЛ, 2012, 44 с.
- Розвідка та видобуток сланцевого газу: соціальні, правові та екологічні виклики (короткий огляд питання). Жиравецький Т. М., Кравченко О. В., Проць Б.Г., к.б.н., Харкевич В. В., к.г.н., Хомечко Г. І. За заг. редакцією Кравченко О. В. — Львів, 2013. — 56 с.
- Поліетиленові пакети – зручність повсякдення чи небезпека для майбутнього? Інформаційні листівки.
- Звіт про стратегічну екологічну оцінку проекту обласної програми поводження з тпв на 2012–2020 рр. (проект) / Автори: Войціховська А. С., Мелень-Забрамна О. М., Нагорна О. О. За заг. ред. Кравченко О. В. — Львів, 2013, 40 с. =
- Мелень-Забрамна О. М. Методичні рекомендації щодо моніторингу та оцінювання регіональних програм поводження із твердими побутовими відходами / За заг. ред. Кравченко О. В., — Львів: ЕПЛ, 2013, 12 с.
- Оцінка впливу на довкілля та участь громадськості: аналітичний порівняльний огляд європейського й українського законодавства та рекомендації щодо впровадження європейських стандартів в Україні/Є. Єндрошка, Є. Алексєєва, Д. Скрильніков. – Львів, 2013. – 96 стор.
- Принципи Acquis Communautaire як передумова покращення водного законодавства України/А. Демиденко, С. Шутяк, Н. Закорчевна, О. Дьяков. За заг. Редакцією О. Кравченко - Львів, 2014 р. – 82 стор.
- Стратегічні судові справи на захисті екологічних прав та довкілля/ проф. Бонайн Дж., Алексєєва Є., Кравченко О., (розділ I), Кравченко О., Мелень-Забрамна О. (розділ II), Мелень-Забрамна О., (розділ III), Шутяк С. (розділ IV), Алексєєва Є. (розділ V). За заг. Ред. Кравченко О. В. – Львів, 2014 р. - 136 с.
- Виявлення територій, придатних для оголошення об’єктами природно-заповідного фонду/ Олексій Василюк, Анастасія Драпалюк, Григорій Парчук, Дарія Ширяєва. За заг. редакцією Олени Кравченко — Львів-Київ, 2015, 80 с.
- Права людини і довкілля у новій Україні: на честь професора С. М. Кравченко. Збірник статей і тез міжнародного міждисциплінарного симпозіуму/Львів-2014. – 432 с.
- Воєнні дії на сході України - цивілізаційні виклики людству/А. Войціховська, С. Шутяк, О. Мелень-Забрамна, О. Василюк, К. Норенко, О. Кравченко. За заг. Редакцією О. Кравченко. Львів, 2015 р. – 138 с.
- Доступ до правосуддя в галузі охорони довкілля: практичний посібник /Є. Алексєєва, Г. Левіна, С. Шутяк, О. Кравченко, О. Шуміло. Львів – 2015, 144 с.
- На шляху до зміцнення участі громадськості у процесі прийняття екологічних рішень: Україна/Аналітичний документ. Львів-2015, 16 с.
- Права людини та охорона довкілля». Навчально-методичний посібник для тренерів (суддів-викладачів)/ І. Войтюк, С. Шутяк, О. Мелень-Забрамна, Є. Алексєєва, О. Шуміло, Г. Левіна, О. Кравченко, Н. Куць, М. Панькевич.. За заг. Редакцією О. Кравченко. Львів, 2016 р. – 338 с.
- Парки замість бетону: нова політика у сфері управління зеленими насадженнями/К. Норенко, Н. Куць, О. Рубель. Львів, 2016 – 18 с.
- Застосування Європейської конвенції з прав людини для захисту екологічних прав та довкілля (посібник)/ Є. Алексєєва, О. Мелень-Забрамна, Д. Скрильніков. За заг. Редакцією О. Кравченко. Львів, 2016 р. – 242 с.
- Екологічний календар/ Упорядники: Олексій Василюк, Олена Кравченко, Катерина Норенко. За загальною редакцією О. Кравченко. Львів – 2016 р. – 90 с.
- Україна майбутнього: нова політика у сфері охорони довкілля та сталого використання природних ресурсів. Львів – 2016 р. – 30 с.
- Правовий режим природно-заповідного фонду України: Історія формування, юридичні аспекти та зарубіжний досвід. За заг. Редакцією О. Кравченко. Львів – 2016 р. – 94 с.